# جایزه بزرگ ایتالیا ۲۰۲۲
جایزه بزرگ ایتالیا ۲۰۲۲ (که به‌طور رسمی با نام فرمول ۱ پیرلی گران پرمیو دِ ایتالیا ۲۰۲۲ شناخته می‌شود) یک مسابقه اتومبیل‌رانی فرمول یک است که در تاریخ ۱۱ سپتامبر ۲۰۲۲ در پیست ناتزیوناله مونتزا در مونزا، ایتالیا برگزار می‌شود. این مسابقه شانزدهمین دور از مسابقات فرمول یک فصل ۲۰۲۲ است.

## زمینه
این رویداد قرار است در آخر هفته و در روزهای ۹ تا ۱۱ سپتامبر برگزار شود. قبل از اولین جلسه تمرین روز جمعه یک دقیقه سکوت به احترام ملکه الیزابت دوم که در ۸ سپتامبر ۲۰۲۲ درگذشت انجام شد و همچنین انتظار می‌رود که قبل از مسابقه در روز یکشنبه نیز این مورد تکرار شود.

### جدول رده‌بندی قهرمانی قبل از مسابقه
ماکس فرستاپن پس از دور پانزدهم در هلند، با ۳۱۰ امتیاز، ۱۰۹ امتیاز بیشتر از شارل لکلرک در رده دوم و هم‌تیمی خود سرجیو پرز در رتبه سوم، صدرنشین جدول قهرمانی رانندگان است. در جدول قهرمانی سازندگان، ردبول ریسینگ با ۵۱۱ امتیاز صدرنشین است. فراری با ۳۷۶ امتیاز و مرسدس با ۳۴۶ امتیاز در رده دوم و سوم قرار دارند.

### شرکت‌کنندگان
رانندگان و تیم‌ها همان لیست ورود به فصل هستند و هیچ راننده دیگری برای مسابقه حضور ندارد. در اولین جلسه تمرین آنتونیو جوویناتزی به جای میک شوماخر برای هاس، و نیک دی وریس به جای سباستین فتل برای استون مارتین رانندگی کردند. دی وریس به جای الکساندر آلبون به تیم ویلیامز اضافه شد زیرا او به دلیل مشکل آپاندیسیت قبل از جلسه تمرین سوم کنار گذاشته شد. این جایزه بزرگ سیصد و چهل و نهمین شروع مسابقه را برای فرناندو آلونسو رقم زد و با رکورد کیمی رایکونن برای بیشترین استارت در فرمول یک برابری کرد.

### انتخاب تایر
تأمین کننده تایر پیرلی ترکیبات سی۲، سی۳ و سی۴ (به ترتیب سخت، متوسط و نرم) را برای استفاده تیم‌ها در مسابقه اختصاص داده‌است.

### تغییرات پیست
دومین نقطه تشخیص دی‌آر‌اس بعد از پیچ ۱۱ به جلوتر منتقل شد.

## تمرین
قرار است سه جلسه تمرینی برای این جایزه بزرگ برگزار شود که هر جلسه یک ساعت طول می‌کشد. اولین و دومین جلسه تمرین روز جمعه ۹ سپتامبر در ساعت ۱۴:۰ و ۱۷:۰۰ به وقت محلی (یوتی‌سی ۲:۰۰+) و سومین جلسه تمرین شنبه ۱۰ سپتامبر ساعت ۱۳:۰۰ به وقت محلی برگزار می‌شود.

## تعیین خط
تعیین خط ساعت ۱۶:۰۰ به وقت محلی در تاریخ ۱۰ سپتامبر برگزار شد.

### رده‌بندی تعیین خط
| جایگاه              | راننده         | شماره | تیم                       | زمان‌ها   | زمان‌ها    | زمان‌ها    | نوبت نهایی |
| جایگاه              | راننده         | شماره | تیم                       | م۱       | م۲        | م۳        | نوبت نهایی |
| ------------------- | -------------- | ----- | ------------------------- | -------- | --------- | --------- | ---------- |
| ۱                   | شارل لکلرک     | ۱۶    | فراری                     | ۱:۲۱٫۲۸۰ | ۱:۲۱٫۲۰۸  | ۱:۲۰٫۱۶۱  | ۱          |
| ۲                   | ماکس فرستاپن   | ۱     | ردبول ریسینگ-آربی‌پی‌تی     | ۱:۲۰٫۹۲۲ | ۱:۲۱٫۲۶۵  | ۱:۲۰٫۳۰۶  | ۷          |
| ۳                   | کارلوس ساینز   | ۵۵    | فراری                     | ۱:۲۱٫۳۴۸ | ۱:۲۰٫۸۷۸  | ۱:۲۰٫۴۲۹  | ۱۸         |
| ۴                   | سرجیو پرز      | ۱۱    | ردبول ریسینگ-آربی‌پی‌تی     | ۱:۲۱٫۴۹۵ | ۱:۲۱٫۳۵۸  | ۱:۲۱٫۲۰۶  | ۱۳         |
| ۵                   | لوییس همیلتون  | ۴۴    | مرسدس                     | ۱:۲۲٫۰۴۸ | ۱:۲۱٫۷۰۸  | ۱:۲۱٫۵۲۴  | ۱۹         |
| ۶                   | جورج راسل      | ۶۳    | مرسدس                     | ۱:۲۱٫۷۸۵ | ۱:۲۱٫۷۴۷  | ۱:۲۱٫۵۴۲  | ۲          |
| ۷                   | لاندو نوریس    | ۴     | مک‌لارن-مرسدس              | ۱:۲۲٫۱۳۰ | ۱:۲۱٫۸۳۱  | ۱:۲۱٫۵۸۴  | ۳          |
| ۸                   | دنیل ریکیاردو  | ۳     | مک‌لارن-مرسدس              | ۱:۲۲٫۱۳۹ | ۱:۲۱٫۸۵۵  | ۱:۲۱٫۹۲۵  | ۴          |
| ۹                   | پیر گاسلی      | ۱۰    | آلفاتاوری-آربی‌پی‌تی        | ۱:۲۲٫۰۱۰ | ۱:۲۲٫۰۶۲  | ۱:۲۲٫۶۴۸  | ۵          |
| ۱۰                  | فرناندو آلونسو | ۱۴    | آلپاین-رنو                | ۱:۲۲٫۰۸۹ | ۱:۲۱٫۸۶۱  | بدون زمان | ۶          |
| ۱۱                  | استابان اوکون  | ۳۱    | آلپاین-رنو                | ۱:۲۲٫۱۶۶ | ۱:۲۲٫۱۳۰  | —         | ۱۴         |
| ۱۲                  | والتری بوتاس   | ۷۷    | آلفارومئو-فراری           | ۱:۲۲٫۲۵۴ | ۱:۲۲٫۲۳۵  | —         | ۱۵         |
| ۱۳                  | نیک دی وریس    | ۴۵    | ویلیامز-مرسدس             | ۱:۲۲٫۵۶۷ | ۱:۲۲٫۴۷۱  | —         | ۸          |
| ۱۴                  | گوانیو ژو      | ۲۴    | آلفارومئو-فراری           | ۱:۲۲٫۰۰۳ | ۱:۲۲٫۵۷۷  | —         | ۹          |
| ۱۵                  | یوکی سونودا    | ۲۲    | آلفاتاوری-آربی‌پی‌تی        | ۱:۲۲٫۰۲۰ | بدون زمان | —         | ۲۰         |
| ۱۶                  | نیکلاس لطیفی   | ۶     | ویلیامز-مرسدس             | ۱:۲۲٫۵۸۷ | —         | —         | ۱۰         |
| ۱۷                  | سباستین فتل    | ۵     | استون مارتین آرامکو-مرسدس | ۱:۲۲٫۶۳۶ | —         | —         | ۱۱         |
| ۱۸                  | لانس استرول    | ۱۸    | استون مارتین آرامکو-مرسدس | ۱:۲۲٫۷۴۸ | —         | —         | ۱۲         |
| ۱۹                  | کوین مگنوسن    | ۲۰    | هاس-فراری                 | ۱:۲۲٫۹۰۸ | —         | —         | ۱۶         |
| ۲۰                  | میک شوماخر     | ۴۷    | هاس-فراری                 | ۱:۲۳٫۰۰۵ | —         | —         | ۱۷         |
| زمان ۱۰۷٪: ۱:۲۶٫۵۸۶ |                |       |                           |          |           |           |            |
| منابع:              |                |       |                           |          |           |           |            |

یادداشت‌ها

## مسابقه
این مسابقه ساعت ۱۵:۰۰ به وقت محلی، در تاریخ ۱۱ سپتامبر برگزار شد.

### جنجال خودروی ایمنی
پس از به اهتزاز درآمدن پرچم زرد ناشی از نشت روغن خودروی دنیل ریکیاردو در دور ۴۵، رویه خودروی ایمنی مورد توجه طرفداران قرار گرفت. برخی استدلال می‌کردند که وقتی مارشال‌ها نمی‌توانستند خودرو را به سرعت از پیست خارج کنند، باید پرچم قرمز داده می‌شد. این حادثه باعث شد مسابقه پشت خودروی ایمنی به پایان برسد.

### رده‌بندی مسابقه
| جایگاه                                                              | شماره | راننده         | سازنده                    | دور | زمان         | امتیاز |
| ------------------------------------------------------------------- | ----- | -------------- | ------------------------- | --- | ------------ | ------ |
| ۱                                                                   | ۱     | ماکس فرستاپن   | ردبول ریسینگ-آربی‌پی‌تی     | ۵۳  | ۱:۲۰:۲۷٫۵۱۱  | ۲۵     |
| ۲                                                                   | ۱۶    | شارل لکلرک     | فراری                     | ۵۳  | ۲٫۴۴۶+       | ۱۸     |
| ۳                                                                   | ۶۳    | جورج راسل      | مرسدس                     | ۵۳  | ۳٫۴۰۵+       | ۱۵     |
| ۴                                                                   | ۵۵    | کارلوس ساینز   | فراری                     | ۵۳  | ۵٫۰۶۱+       | ۱۲     |
| ۵                                                                   | ۴۴    | لوییس همیلتون  | مرسدس                     | ۵۳  | ۵٫۳۸۰+       | ۱۰     |
| ۶                                                                   | ۱۱    | سرجیو پرز      | ردبول ریسینگ-آربی‌پی‌تی     | ۵۳  | ۶٫۰۹۱+       | ۹۱     |
| ۷                                                                   | ۴     | لاندو نوریس    | مک‌لارن-مرسدس              | ۵۳  | ۶٫۲۰۷+       | ۶      |
| ۸                                                                   | ۱۰    | پیر گسلی       | آلفاتاوری-آربی‌پی‌تی        | ۵۳  | ۶٫۳۹۶+       | ۴      |
| ۹                                                                   | ۴۵    | نیک دی وریس    | ویلیامز-مرسدس             | ۵۳  | ۷٫۱۲۲+       | ۲      |
| ۱۰                                                                  | ۲۴    | گوانیو ژو      | آلفارومئو-فراری           | ۵۳  | ۷٫۹۱۰+       | ۱      |
| ۱۱                                                                  | ۳۱    | استابان اوکون  | آلپاین-رنو                | ۵۳  | ۸٫۳۲۳+       |        |
| ۱۲                                                                  | ۴۷    | میک شوماخر     | هاس-فراری                 | ۵۳  | ۸٫۵۴۹+       |        |
| ۱۳                                                                  | ۷۷    | والتری بوتاس   | آلفارومئو-فراری           | ۵۲  | +۱ دور       |        |
| ۱۴                                                                  | ۲۲    | یوکی سونودا    | آلفاتاوری-آربی‌پی‌تی        | ۵۲  | +۱ دور       |        |
| ۱۵                                                                  | ۶     | نیکلاس لطیفی   | ویلیامز-مرسدس             | ۵۲  | +۱ دور       |        |
| ۱۶                                                                  | ۲۰    | کوین مگنوسن    | هاس-فراری                 | ۵۲  | +۱ دور       |        |
| ب                                                                   | ۳     | دنیل ریکیاردو  | مک‌لارن-مرسدس              | ۴۵  | نشت روغن     |        |
| ب                                                                   | ۱۸    | لانس استرول    | استون مارتین آرامکو-مرسدس | ۳۹  | موتور        |        |
| ب                                                                   | ۱۴    | فرناندو آلونسو | آلپاین-رنو                | ۳۱  | فشار آب      |        |
| ب                                                                   | ۵     | سباستین فتل    | استون مارتین آرامکو-مرسدس | ۱۰  | خرابی ئی‌آراس |        |
| سریع‌ترین دور: سرجیو پرز (ردبول ریسینگ-آربی‌پی‌تی) - ۱:۲۴٫۰۳۰ (دور ۴۶) |       |                |                           |     |              |        |
| منابع:                                                              |       |                |                           |     |              |        |

یادداشت‌ها
- ^ ۱ – یک امتیاز برای سریع‌ترین دور.[۱۷]

## رده‌بندی قهرمانی پس از مسابقه
جدول رده‌بندی قهرمانی رانندگان
| ت. ج  | جایگاه | راننده       | امتیازات |
| ----- | ------ | ------------ | -------- |
|       | ۱      | ماکس فرستاپن | ۳۳۵      |
|       | ۲      | شارل لکلرک   | ۲۱۹      |
|       | ۳      | سرجیو پرز    | ۲۱۰      |
|       | ۴      | جورج راسل    | ۲۰۳      |
|       | ۵      | کارلوس ساینز | ۱۸۷      |
| منبع: |        |              |          |

جدول رده‌بندی قهرمانی سازندگان
| ت. ج  | جایگاه | سازنده                | امتیازات |
| ----- | ------ | --------------------- | -------- |
|       | ۱      | ردبول ریسینگ-آربی‌پی‌تی | ۵۴۵      |
|       | ۲      | فراری                 | ۴۰۶      |
|       | ۳      | مرسدس                 | ۳۷۱      |
|       | ۴      | آلپاین-رنو            | ۱۲۵      |
|       | ۵      | مک‌لارن-مرسدس          | ۱۰۷      |
| منبع: |        |                       |          |

- یادداشت: فقط پنج رده برتر برای هر دو مجموعه رده‌بندی قرار داده شده است.